# Taulé
 Taulé  (en bretón Taole) es una población y comuna francesa, en la región de Bretaña, departamento de Finisterre, en el distrito de Morlaix. Es el chef-lieu del cantón de su nombre.

## Demografía
| 2365 | 2269 | 2402 | 2722 | 2796 | 2781 |
| Para los censos de 1962 a 1999 la población legal corresponde a la población sin duplicidades (Fuente: INSEE [Consultar]) |      |      |      |      |      |